# Planocephalosaurus robinsonae
Il planocefalosauro (Planocephalosaurus robinsonae) è un rettile estinto appartenente ai rincocefali. Visse nel Triassico superiore (circa 210 milioni di anni fa) e i suoi resti sono stati ritrovati in Gran Bretagna.

## Descrizione
Lungo circa una ventina di centimetri, questo piccolo rettile era piuttosto simile all'attuale tuatara della Nuova Zelanda. Vi erano però alcune differenze nella struttura del cranio e del corpo: il cranio del planocefalosauro, ad esempio, era più lungo e basso (il nome significa “lucertola dal cranio piatto”), e la dentatura era costituita da un minor numero di denti, ma più grandi. Vi erano inoltre differenze nello scapolarcoracoide e, infine, la taglia della forma attuale è di molto maggiore.

## Classificazione
Il planocefalosauro è considerato uno dei più primitivi rappresentanti dell'ordine dei rincocefali; da alcuni studiosi è considerato un membro della famiglia degli Sphenodontidae, alla quale appartiene il tuatara, mentre da altri è considerato troppo primitivo. Sono state riscontrate numerose somiglianze con un enigmatico diapside del Giurassico inferiore, Gephyrosaurus.

## Stile di vita
La forma dei denti, piuttosto appuntiti, ha fatto supporre gli studiosi che il planocefalosauro fosse un piccolo predatore di insetti e di altri invertebrati. Non è improbabile, tuttavia, che questo animale fosse in grado di cacciare piccoli vertebrati e, forse, esemplari giovani della sua stessa specie.